# Placca di Hollenhorst
La placca di Eickenhorst è un embolo di colesterolo che si vede in un vaso sanguigno della retina.

## Significato clinico
Di solito si osserva quando un medico esegue una oftalmoscopia, durante il quale una placca apparirà luminosa, refrattaria e gialla. È causata da un embolo alloggiato all'interno del vaso retinico originato da una placca ateromatosa in un vaso più prossimale (a monte), solitamente l'arteria carotide interna. Spesso è un'indicazione di un precedente episodio ischemico negli occhi ed è un segno di grave aterosclerosi. Il passo più importante nella gestione è identificare e trattare la placca originaria per impedire un'ulteriore embolizzazione.

## Eponimo
Il fenomeno prende il nome dall'oculista americano Dr. Robert Hollenhorst (1913-2008) che per primo descrisse il loro significato nel 1961.